# Joseph Engels
Joseph Engels (* 19. November 1901 in Düsseldorf; † 4. Juli 1982) war ein deutscher Jurist und Senatspräsident am Bundesgerichtshof.

## Werdegang
Engels promovierte 1923 an der Rheinischen Friedrich-Wilhelms-Universität Bonn. Von 1930 bis 1939 war er bei der deutschen Vertretung am Deutsch-Britischen Gemischten Schiedsgerichtshof, von 1939 bis 1945 Richter am Landgericht Berlin. 1946 wurde er Landgerichtsdirektor am Landgericht Düsseldorf. 1949 wurde er Hilfsrichter am Obersten Gerichtshof für die Britische Zone. Am 2. November 1950 trat er den Dienst als Bundesrichter am Bundesgerichtshof an und wurde 1959 zum Senatspräsidenten ernannt. Engels übernahm den Vorsitz im VI. Zivilsenat, dem er zuvor bereits als Richter angehört hatte. Er trat 1969 in den Ruhestand.

## Ehrungen
- 1969: Großes Verdienstkreuz der Bundesrepublik Deutschland